# Dražky (kopec)
Dražky je plochý kopec nedaleko obce Vnorovy. Nadmořská výška kopce je 227 m n. m. (asi 60 metrů nad 1,5 km vzdálenou hladinou řeky Moravy), což ho činí nejvyšším přírodním bodem v obci Vnorovy.
Na vrcholu se nachází vodojem s odpočinkovým místem a kříž. Svahy kopce jsou posazeny vinnou révou a ovocnými sady. Vede tam asfaltová cesta ze Vnorov a Žeravin.